# Didó Sotiriu
Didó Sotiriu (en grec: Διδώ Σωτηρίου, en turc: Dido Sotiriyu, 18 de febrer de 1909, Atenes-† 23 de febrer de 2004, ibíd.) fou una periodista, escriptora i dramaturga grega.

## Biografia
Va néixer a Anatòlia, aleshores part de l'Imperi Otomà, al si d'una família poliglota acomodada. Segons l'escriptora, la seva infantesa va ser molt feliç, acompanyada de dos germans grans i dos de petits. Son pare es va arruïnar quan ella tenia vuit anys i va anar a viure amb un oncle ric que vivia a Atenes, on va poder fer els seus estudis. El 1919 la família va traslladar-se a Esmirna durant l'ocupació grega, però després de la conquesta turca d'Àsia Menor durant la Guerra greco-turca (1919-1922) la família va tornar a Grècia, al Pireu, on el pare treballava al port.
Aquests esdeveniments van fer que tingués un gran sentit de la justícia social i el 1933 es va unir al front antifeixista, va conèixer la camarada de Lenin, Aleksandra Kol·lontai, el 1935, va fundar el 1945 la Federació Femenina Internacional Democràtica a París i es va oposar a la dictadura d'Ioannis Metaxàs i a l'ocupació grega de la Segona Guerra Mundial, militant al Partit Comunista grec i escrivint en un diari antifeixista.
Va treballar més endavant en publicacions com Gynaika o Neos Kosmos i en el diari comunista Rizospastis, del qual fou redactora en cap.
El 1986 va fundar amb Zülfü Livaneli i Mikis Theodorakis l'associació d'amistat grecoturca Dafne.

## Obres
- Οι νεκροί περιμένουν (1959)
- Ηλέκτρα (1961)
- Ματωμένα χώματα (1962)
- Η Μικρασιάτικη Καταστροφή και η στρατηγική του ιμπεριαλισμού στην Ανατολική Μεσόγειο (1975)
- Εντολή (1976)
- Μέσα στις φλόγες (1978)
- Επισκέπτες (1979)
- Κατεδαφιζόμεθα (1982)
- Θέατρο (1995)
- Τυχαίο συναπάντημα και άλλες ιστορίες (2004)